# Conta poupança
Em muitos países, a conta poupança é um tipo de conta bancária destinada à poupança.

## Contas poupança no mundo

### Brasil
No Brasil, a conta poupança é oferecida pelas instituições financeiras para que os investidores possam aplicar na caderneta de poupança. Dada a sua finalidade, as contas poupança são livres de tarifas bancárias e, conforme determinação do Banco Central do Brasil, devem oferecer serviços similares aos das contas correntes, com exceção dos relativos ao fornecimento e compensação de cheques.  Embora sejam serviços bancários distintos, é comum que as contas poupança estejam vinculadas a uma conta corrente na mesma instituição, que podem oferecer facilidades que preveem o resgate automático do saldo da conta poupança para cobrir débitos na conta corrente ou a aplicação automática/programada dos depósitos da conta corrente para a capitalização de juros na caderneta de poupança.
As contas poupança permitem que o capital investido seja resgatado a qualquer momento (liquidez diária) e, por conta dessa característica, algumas instituições bancárias oferecem cartões de débito para essas contas, permitindo que elas sejam utilizadas como contas de depósito.  No entanto, devido a finalidade de operar exclusivamente a caderneta de poupança, a conta poupança é concebida com uma data chamada de data de aniversário, que corresponde à data da remuneração da caderneta de poupança associada a ela.  Assim, tendo em vista que as regras da caderneta de poupança determinam que o menor saldo no período seja utilizado para calcular a remuneração mensal, o investidor deve realizar saques ou depósitos apenas nessa data para garantir a maior rentabilidade no período.

#### Múltiplas datas de aniversário
Considerando a dificuldade do investidor em programar os saques/depósitos em uma data única, é prática comum entre as instituições bancárias que sejam associadas múltiplas cadernetas de poupança a uma mesma conta poupança (uma para cada dia do mês).  Tal facilidade é oferecida como um benefício ao investidor e tem o intuito de minimizar a perda de juros decorrentes do saque/depósito fora da data de aniversário e incentivar o uso da conta.  Dessa forma, sempre que um novo depósito é realizado, ele é depositado na caderneta de poupança daquele dia — que, por via de regra, já foi remunerada com base no dia anterior — integralizando o saldo para o novo período e garantindo a maior rentabilidade. De forma análoga, se um saque é requisitado, o montante é retirado do saldo das cadernetas de poupança que foram remuneradas mais recentemente — e que demorarão mais para receber uma nova remuneração — garantindo novamente a maior rentabilidade.  Tais operações de depósito e saque são usualmente realizadas de forma transparente ao investidor, que apenas acompanha o saldo resultante da soma de todas as cadernetas de poupança.
Apesar da facilidade, para maximizar os rendimentos, o poupador ainda precisa programar seus saques apenas para dias em que possui saldo disponível e evitar saques superiores ao saldo da caderneta de poupança do mesmo dia, isto é, evitar saques no dia 15 caso nunca tenha sido feitos depósitos no dia 15, por exemplo.

### Estados Unidos
Nos Estados Unidos, a seção 204.2(d)(1) da Regulação D (Federal Reserve Board) permite que sejam realizados apenas seis transações na conta poupança quando realizada por alguns meios pré-autorizados ou automáticos (como cheques, cartão de débito e transferências eletrônicas), embora esse limite não se aplique a saques realizados em caixas eletrônicos.

A Regulação D também determina que as instituições financeiras mantenham reservas financeiras de 0% (pequenos bancos) a 10% (grandes bancos) para serem capazes de atender prontamente pedidos de resgate.